# 瑪倉堡
瑪倉堡，缅甸克钦邦城镇，是瑪倉堡鎮區的治所。2014年该镇人口为2,315人。

## 历史
昂季准将因怀疑奈温不再希望他留在联邦革命委员会而于1962年和1963年两度逃往瑪倉堡以躲避政治清洗。1985年1月21日，奈温曾前往葡萄镇和玛仓堡镇会见克钦军队指挥官和党政官员，并观赏当地舞蹈。